# دوري الأمم الأوروبية 2020–21 د
دوري الأمم الأوروبية 2020–21 د هي الدرجة الرابعة لنسخة دوري الأمم الأوروبية 2020–21، وهو الموسم الثاني من مسابقة كرة القدم الدولية التي تشارك فيها فرق الرجال الوطنية من الاتحادات الأعضاء البالغ عددها 55 اتحادًا في الاتحاد الأوروبي لكرة القدم.

## الإحصائيات

### قائمة الهدافين
| الترتيب | اللاعب           | الأهداف |
| ------- | ---------------- | ------- |
| 1       | كليمينت أولسن    | 4       |
| 2       | يانيس إيكانيكس   | 3       |
| 3       | يورجن ديجابرييلي | 2       |